# Nieves Ibeas
Nieves Ibeas Vuelta (Vitoria, Álava, 28 de julio de 1961) es una profesora universitaria y política española. Es licenciada en Filología Románica, doctora en Filología Francesa y profesora titular de la Universidad de Zaragoza, adscrita al Departamento de Filología Francesa en la Facultad de Filosofía y Letras. Desde el año 2000 hasta el 2003, fue Vicerrectora de Proyección Social y Cultural de la Universidad de Zaragoza. 
En las elecciones autonómicas de 2003 fue elegida diputada en las listas de Chunta Aragonesista (CHA), partido del que fue presidenta entre los años 2008 y 2012. Ostentó el cargo de portavoz de su grupo parlamentario desde 2011 hasta enero de 2014, fecha en la renunció a su escaño y se reincorporó a su puesto de profesora de la Universidad de Zaragoza. 
Ha sido, asimismo, miembro del Consejo Rector del Instituto Aragonés de la Mujer, cofundadora del Seminario Interdisciplinar de Estudios de la Mujer de la Universidad de Zaragoza y fundadora y directora de la colección Sagardiana. Estudios feministas de la Prensas de la Universidad de Zaragoza.